# Manthelan
Manthelan est une commune française dans le département d'Indre-et-Loire, en région Centre-Val de Loire.

## Géographie
| Le Louroux                       | Saint-Bauld | Dolus-le-Sec |
| Bossée                           | Manthelan   |              |
| La Chapelle-Blanche-Saint-Martin | Vou         | Mouzay       |

### Hydrographie

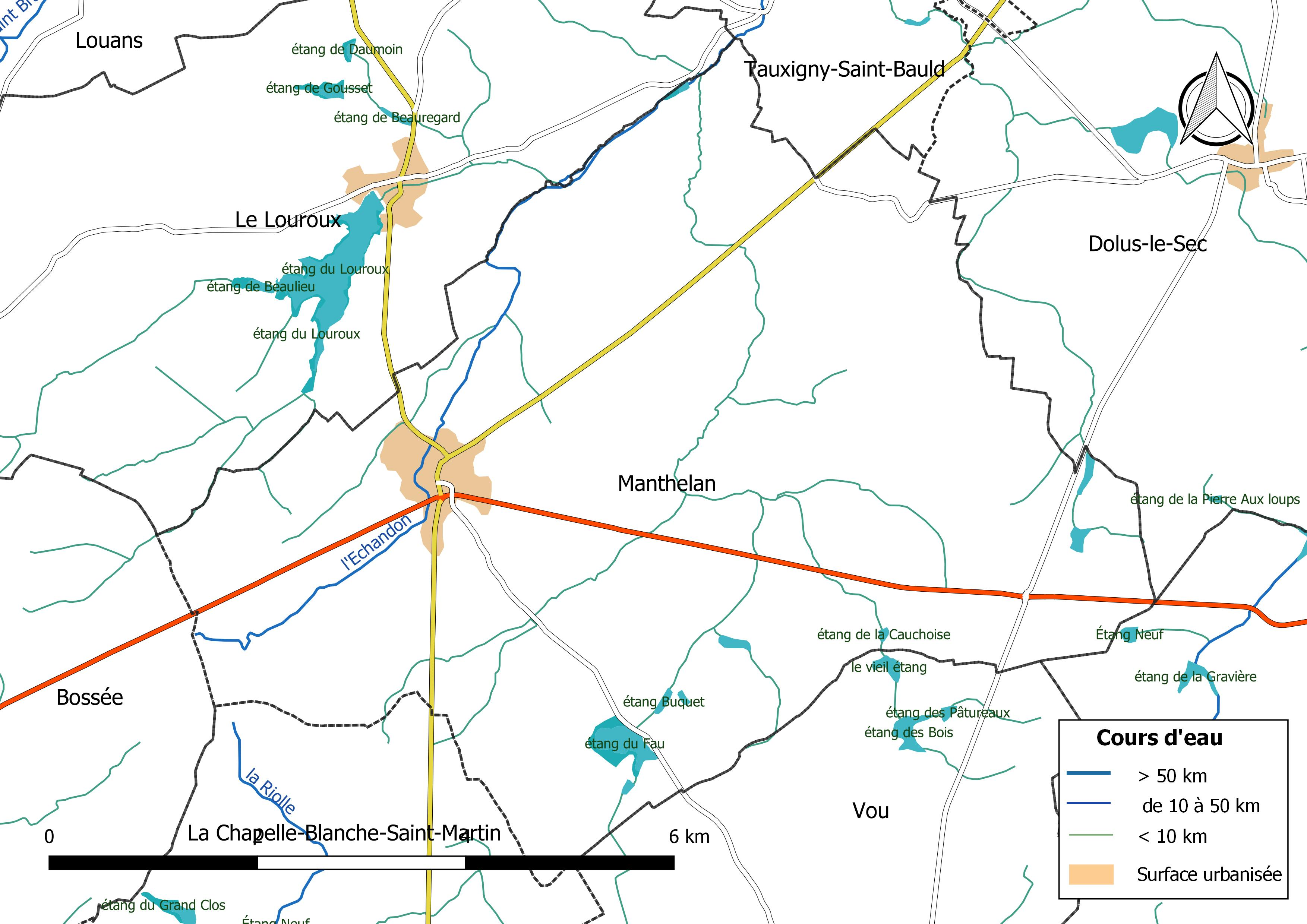
Réseau hydrographique de Manthelan.

Le réseau hydrographique communal, d'une longueur totale de 39,9 km, comprend un cours d'eau notable, l'Échandon (8,557 km), et divers petits cours d'eau pour certains temporaires,.
L'Échandon, d'une longueur totale de 25,7 km, prend sa source sur le territoire communal et se jette dans l'Indre à Esvres, après avoir traversé 6 communes. La station hydrométrique de Saint-Branchs  permet de caractériser les paramètres hydrométriques de l'Échandon. Le débit mensuel moyen (calculé sur 51 ans pour cette station) varie de 0,15 m3/s au mois d'août à 1,41 m3/s au mois de février. Le débit instantané maximal observé sur cette station est de 55 m3/s le 7 juillet 1977, la hauteur maximale relevée a été de 3,01 m ce même jour,.
Ce cours d'eau est classé dans la liste 1 au titre de l'article L. 214-17 du code de l'environnement sur le Bassin Loire-Bretagne. Du fait de ce classement, aucune autorisation ou concession ne peut être accordée pour la construction de nouveaux ouvrages s'ils constituent un obstacle à la continuité écologique et le renouvellement de la concession ou de l'autorisation des ouvrages existants est subordonné à des prescriptions permettant de maintenir le très bon état écologique des eaux.
Sur le plan piscicole, l'Échandon est classé en deuxième catégorie piscicole. Le groupe biologique dominant est constitué essentiellement de poissons blancs (cyprinidés) et de carnassiers (brochet, sandre et perche).
En 2019, la commune est membre de la communauté de communes Loches Sud Touraine qui est elle-même adhérente au syndicat d'aménagement de la vallée de l'Indre. Créé par arrêté préfectoral du 12 septembre 1985 à la suite des crues historiques de décembre 1982 et janvier 1983, ce syndicat a pour vocation d'une part l'atteinte du bon état écologique des cours d'eau par des actions de restauration de zones humides et des cours d'eau, et d'autre part de participer à la lutte contre les inondations par des opérations de sensibilisation de la population ou de restauration et d'entretien sur le lit mineur, et sur les fossés situés dans le lit majeur de l'Indre appelés localement « boires », et de l'ensemble des cours d'eau du bassin versant de l'Indre.
Six zones humides ont été répertoriées sur la commune par la direction départementale des territoires (DDT) et le conseil départemental d'Indre-et-Loire : « l'étang de Kerleroulx », « l'étang du Fau », « l'étang Buquet », « la vallée du Ruisseau de Quincampoix de la Fontaine des Marais à Razine », « la vallée de l'Echandon en amont de Saint-Bault » et « la vallée du Ruisseau de Quincampoix à la Fontaine Saint-Martin Source »,.

### Climat
Pour des articles plus généraux, voir Climat du Centre-Val de Loire et Climat d'Indre-et-Loire.
En 2010, le climat de la commune est de type climat océanique altéré, selon une étude du CNRS s'appuyant sur une série de données couvrant la période 1971-2000. En 2020, Météo-France publie une typologie des climats de la France métropolitaine dans laquelle la commune est toujours exposée à un climat océanique altéré et est dans la région climatique Moyenne vallée de la Loire, caractérisée par une bonne insolation (1 850 h/an) et un été peu pluvieux.
Pour la période 1971-2000, la température annuelle moyenne est de 11,3 °C, avec une amplitude thermique annuelle de 14,9 °C. Le cumul annuel moyen de précipitations est de 722 mm, avec 11,5 jours de précipitations en janvier et 6,5 jours en juillet. Pour la période 1991-2020, la température moyenne annuelle observée sur la station météorologique de Météo-France la plus proche, « Reignac », sur la commune de Reignac-sur-Indre à 14 km à vol d'oiseau, est de 12,1 °C et le cumul annuel moyen de précipitations est de 668,5 mm,. Pour l'avenir, les paramètres climatiques de la commune estimés pour 2050 selon différents scénarios d'émission de gaz à effet de serre sont consultables sur un site dédié publié par Météo-France en novembre 2022.

## Urbanisme

### Typologie
Au 1er janvier 2024, Manthelan est catégorisée bourg rural, selon la nouvelle grille communale de densité à sept niveaux définie par l'Insee en 2022.
Elle est située hors unité urbaine. Par ailleurs la commune fait partie de l'aire d'attraction de Tours, dont elle est une commune de la couronne,. Cette aire, qui regroupe 162 communes, est catégorisée dans les aires de 200 000 à moins de 700 000 habitants,.

### Occupation des sols
L'occupation des sols de la commune, telle qu'elle ressort de la base de données européenne d’occupation biophysique des sols Corine Land Cover (CLC), est marquée par l'importance des territoires agricoles (82,4 % en 2018), en diminution par rapport à 1990 (84,1 %). La répartition détaillée en 2018 est la suivante : 
terres arables (65,4 %), forêts (15,2 %), prairies (15,1 %), zones agricoles hétérogènes (1,9 %), zones urbanisées (1,8 %), eaux continentales (0,6 %). L'évolution de l’occupation des sols de la commune et de ses infrastructures peut être observée sur les différentes représentations cartographiques du territoire : la carte de Cassini (XVIIIe siècle), la carte d'état-major (1820-1866) et les cartes ou photos aériennes de l'IGN pour la période actuelle (1950 à aujourd'hui).

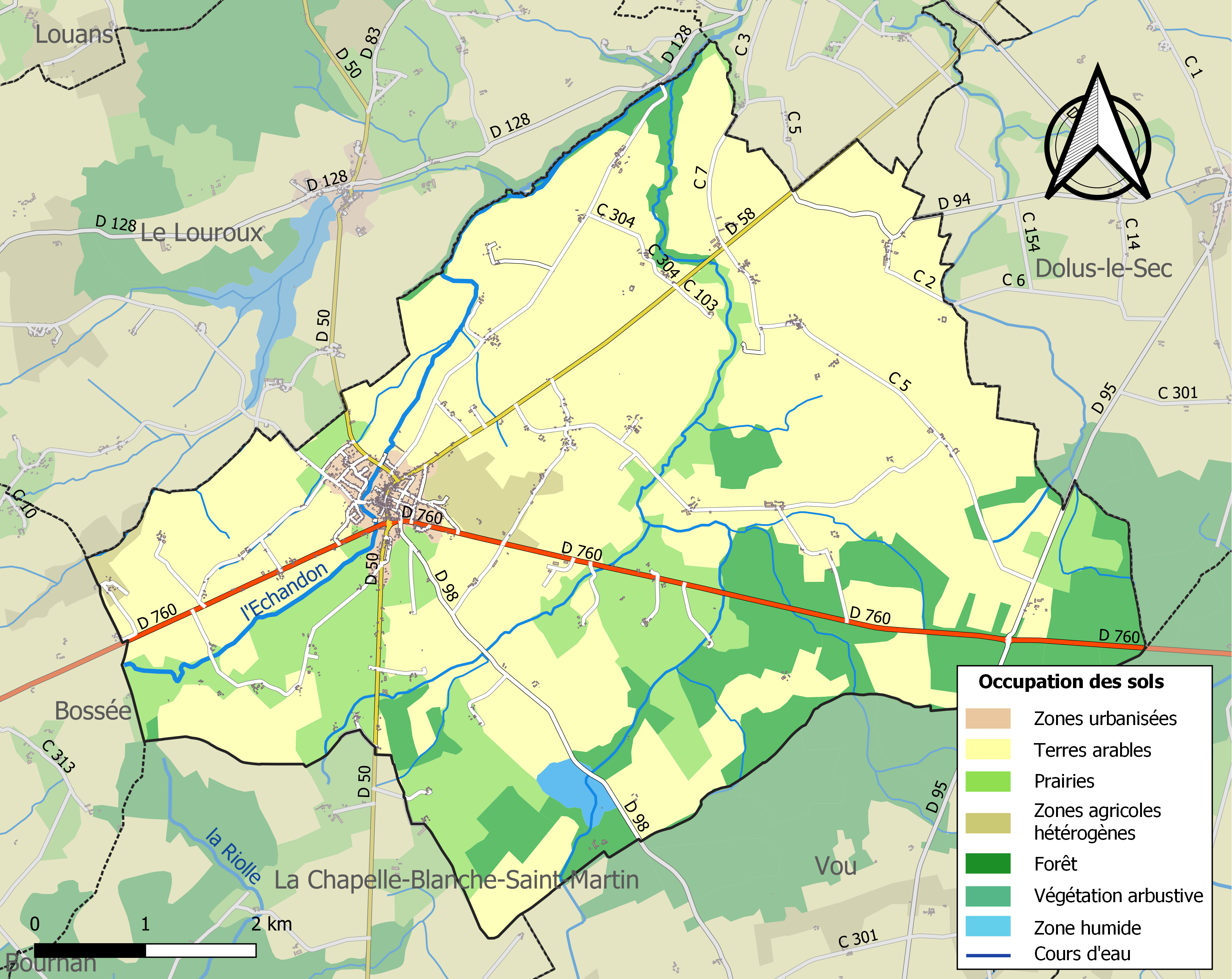
Carte des infrastructures et de l'occupation des sols de la commune en 2018 (CLC).

### Risques majeurs
Le territoire de la commune de Manthelan est vulnérable à différents aléas naturels : météorologiques (tempête, orage, neige, grand froid, canicule ou sécheresse), feux de forêts et séisme (sismicité faible). Un site publié par le BRGM permet d'évaluer simplement et rapidement les risques d'un bien localisé soit par son adresse soit par le numéro de sa parcelle.
Pour anticiper une remontée des risques de feux de forêt et de végétation vers le nord de la France en lien avec le dérèglement climatique, les services de l’État en région Centre-Val de Loire (DREAL, DRAAF, DDT) avec les SDIS ont réalisé en 2021 un atlas régional du risque de feux de forêt, permettant d’améliorer la connaissance sur les massifs les plus exposés. La commune, étant pour partie dans le massif de Manthelan-Chambourg, est classée au niveau de risque 1, sur une échelle qui en comporte quatre (1 étant le niveau maximal).

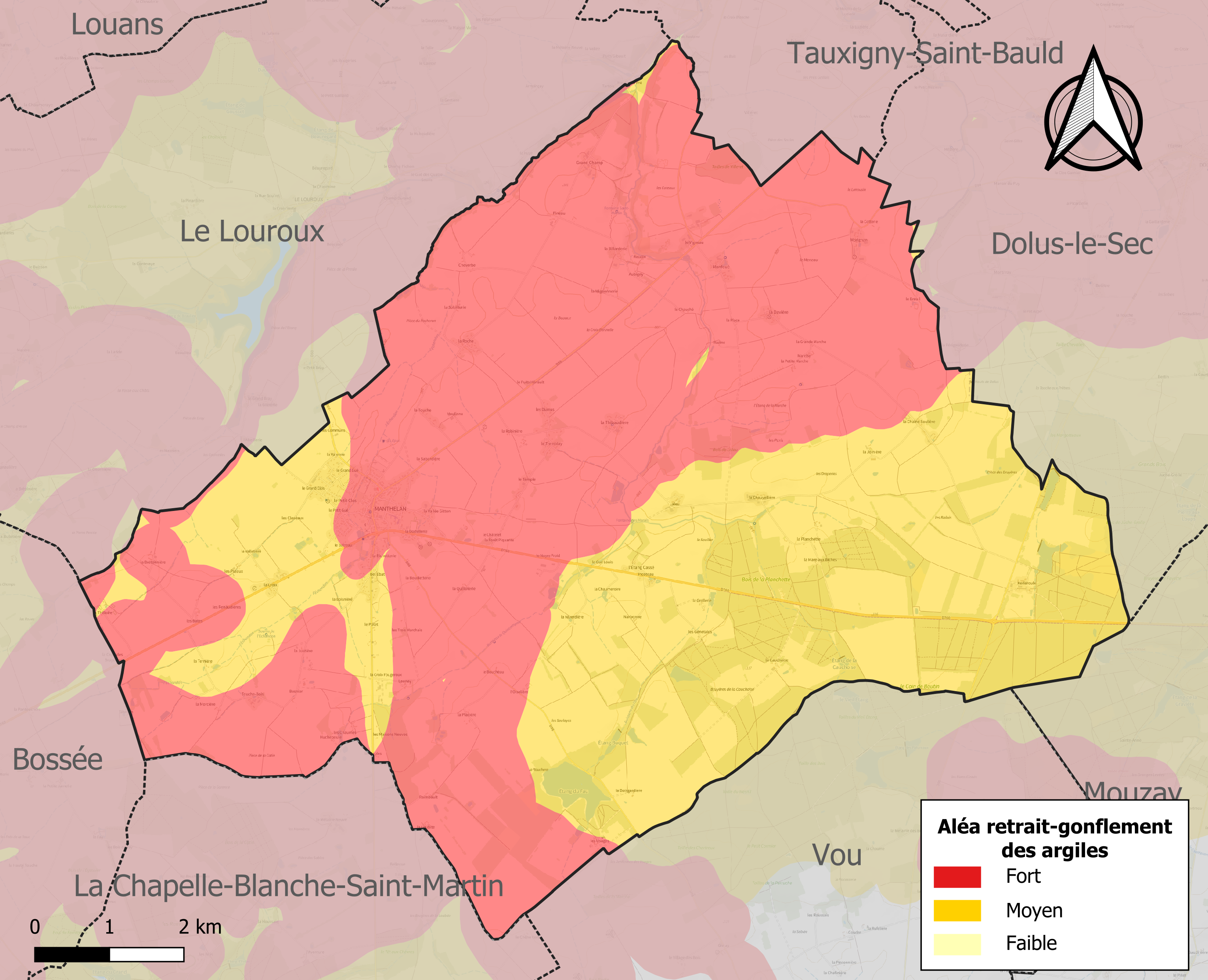
Carte des zones d'aléa retrait-gonflement des sols argileux de Manthelan.

Le retrait-gonflement des sols argileux est susceptible d'engendrer des dommages importants aux bâtiments en cas d’alternance de périodes de sécheresse et de pluie. La totalité de la commune est en aléa moyen ou fort (90,2 % au niveau départemental et 48,5 % au niveau national). Sur les 695 bâtiments dénombrés sur la commune en 2019, 695 sont en aléa moyen ou fort, soit 100 %, à comparer aux 91 % au niveau départemental et 54 % au niveau national. Une cartographie de l'exposition du territoire national au retrait gonflement des sols argileux est disponible sur le site du BRGM,.
Concernant les mouvements de terrains, la commune a été reconnue en état de catastrophe naturelle au titre des dommages causés par la sécheresse en 1991, 1992, 1993, 1996, 2003, 2005 et 2011 et par des mouvements de terrain en 1999.

## Toponymie
Selon le linguiste Jacques Lacroix, la commune tire son appellation d'un ancien composé gaulois *Mantalomagos, qui désigne un « Marché de la Route ». On retrouve ce même thème dans l'étymologie de Monthelon.

## Politique et administration

### Administration municipale
| Période                                  | Période   | Identité         | Étiquette | Qualité                    |
| ---------------------------------------- | --------- | ---------------- | --------- | -------------------------- |
| mars 2001                                | mars 2014 | Dominique Braud  | SE        |                            |
| mars 2014                                | En cours  | Bernard Pipereau | SE        | Retraité Fonction publique |
| Les données manquantes sont à compléter. |           |                  |           |                            |

### Intercommunalité
La commune fait partie de la communauté de communes Loches Sud Touraine.

## Population et société

### Démographie
L'évolution du nombre d'habitants est connue à travers les recensements de la population effectués dans la commune depuis 1793. Pour les communes de moins de 10 000 habitants, une enquête de recensement portant sur toute la population est réalisée tous les cinq ans, les populations de référence des années intermédiaires étant quant à elles estimées par interpolation ou extrapolation. Pour la commune, le premier recensement exhaustif entrant dans le cadre du nouveau dispositif a été réalisé en 2006.

En 2022, la commune comptait 1 377 habitants, en évolution de +0,58 % par rapport à 2016 (Indre-et-Loire : +1,67 %, France hors Mayotte : +2,11 %).
| 1793  | 1800  | 1806  | 1821  | 1831  | 1836  | 1841  | 1846  | 1851  |
| ----- | ----- | ----- | ----- | ----- | ----- | ----- | ----- | ----- |
| 1 086 | 1 246 | 1 227 | 1 198 | 1 218 | 1 275 | 1 230 | 1 303 | 1 272 |

| 1856  | 1861  | 1866  | 1872  | 1876  | 1881  | 1886  | 1891  | 1896  |
| ----- | ----- | ----- | ----- | ----- | ----- | ----- | ----- | ----- |
| 1 347 | 1 295 | 1 306 | 1 317 | 1 245 | 1 215 | 1 230 | 1 316 | 1 299 |

| 1901  | 1906  | 1911  | 1921  | 1926  | 1931  | 1936  | 1946  | 1954  |
| ----- | ----- | ----- | ----- | ----- | ----- | ----- | ----- | ----- |
| 1 277 | 1 296 | 1 262 | 1 203 | 1 206 | 1 239 | 1 270 | 1 270 | 1 250 |

| 1962  | 1968  | 1975  | 1982  | 1990  | 1999  | 2006  | 2011  | 2016  |
| ----- | ----- | ----- | ----- | ----- | ----- | ----- | ----- | ----- |
| 1 243 | 1 202 | 1 100 | 1 093 | 1 075 | 1 145 | 1 308 | 1 391 | 1 369 |

| 2021  | 2022  | - | - | - | - | - | - | - |
| ----- | ----- | - | - | - | - | - | - | - |
| 1 367 | 1 377 | - | - | - | - | - | - | - |

### Enseignement
Manthelan se situe dans l'Académie d'Orléans-Tours (Zone B) et dans la circonscription de Loches.
L'école primaire Henri Garand accueille les élèves de la commune.

### Manifestations culturelles et festivités
Le carnaval de Manthelan, qui existe depuis 1869, attire tous les Manthelanais et les touristes chaque année à la fin de février ou au début de mars. Pendant plus d'une semaine, de nombreuses festivités sont organisées et le dimanche, des groupes de musiques et des chars magnifiques défilent dans les rues de la commune.Il s'agit du 1er carnaval de la Région Centre Val de Loire. En 2019, ce dernier a fêté ses 150 ans et demeure un des plus vieux carnavals de France.

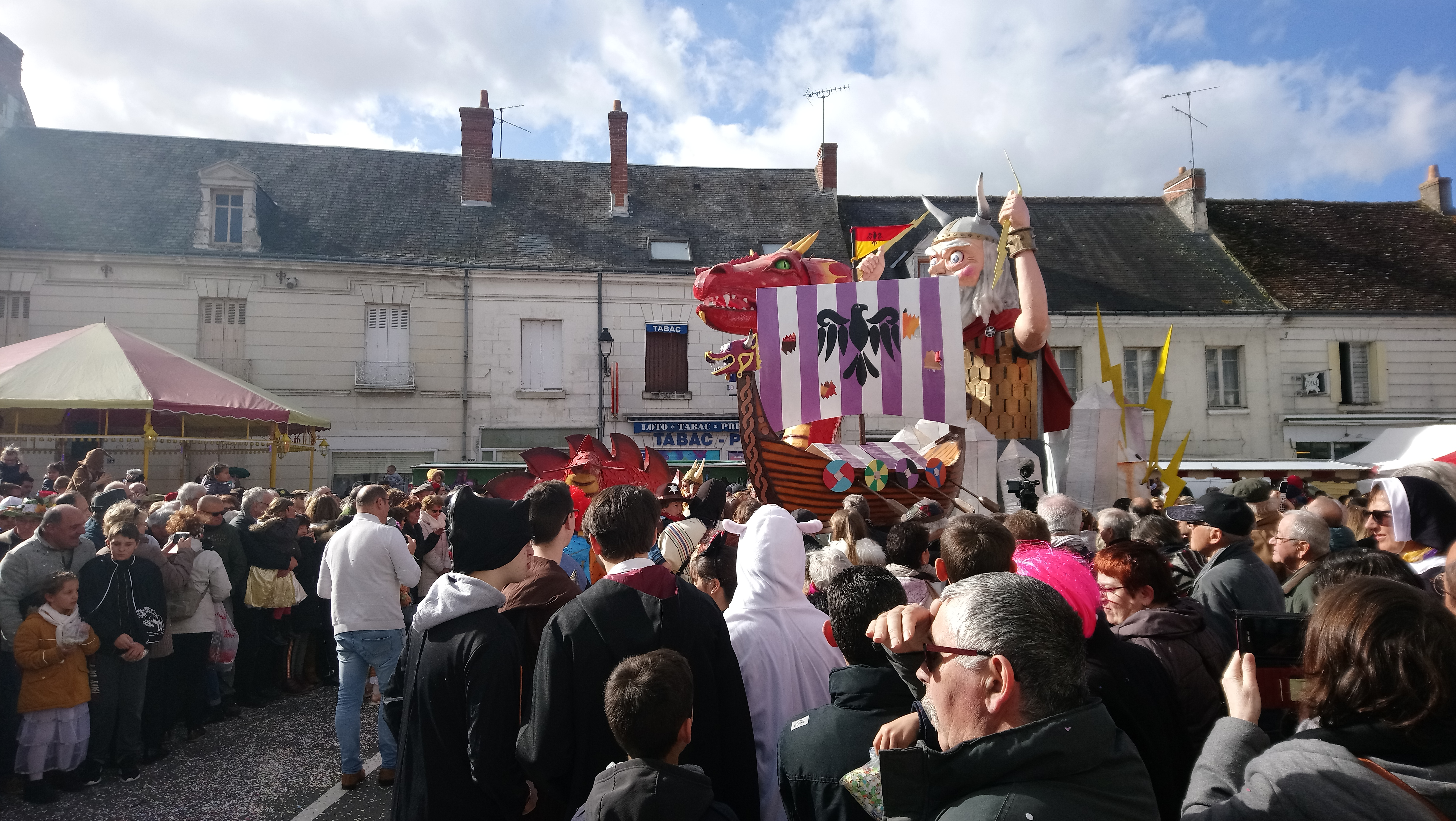
Le Carnaval, évènement incontournable du village

## Culture locale et patrimoine

### Lieux et monuments
Église Saint-Gervais-Saint-Protais.
Dans cette église, la cloche porte cette inscription : JE SUIS A DIEU POUR MANTHELLAN. L'AN MIL CINQ CENS LXV, NOBLE Ho S. DE MENOU CHER Sr DE MANTHELAN, F. YSORE Sr DE FONTHENAY, G. BAUDET Sr DE LA MARCHE, J. THIBAULT, P. GUILLON PRS, PIERRE PAYEN ME FICTS.

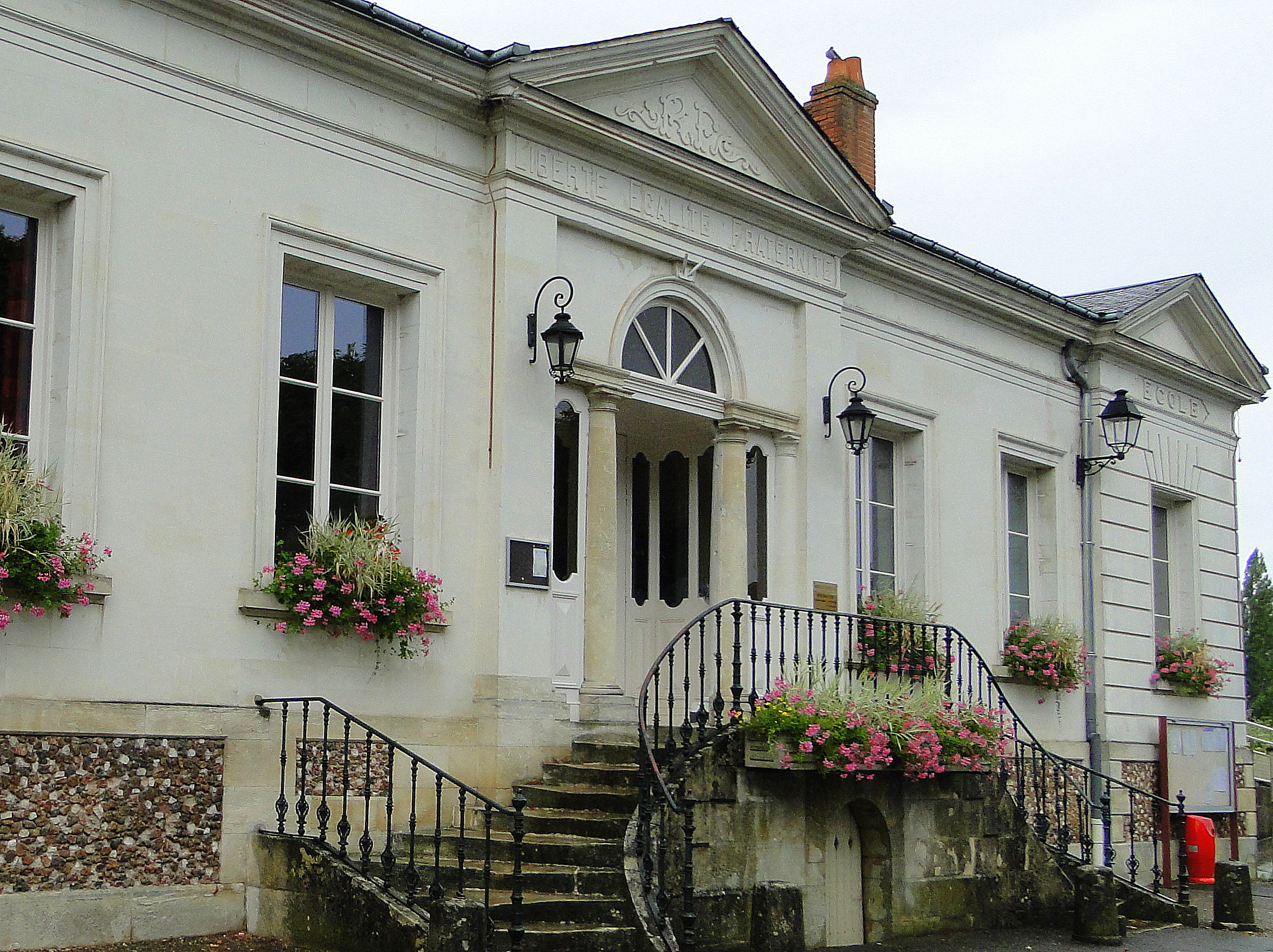
La mairie.
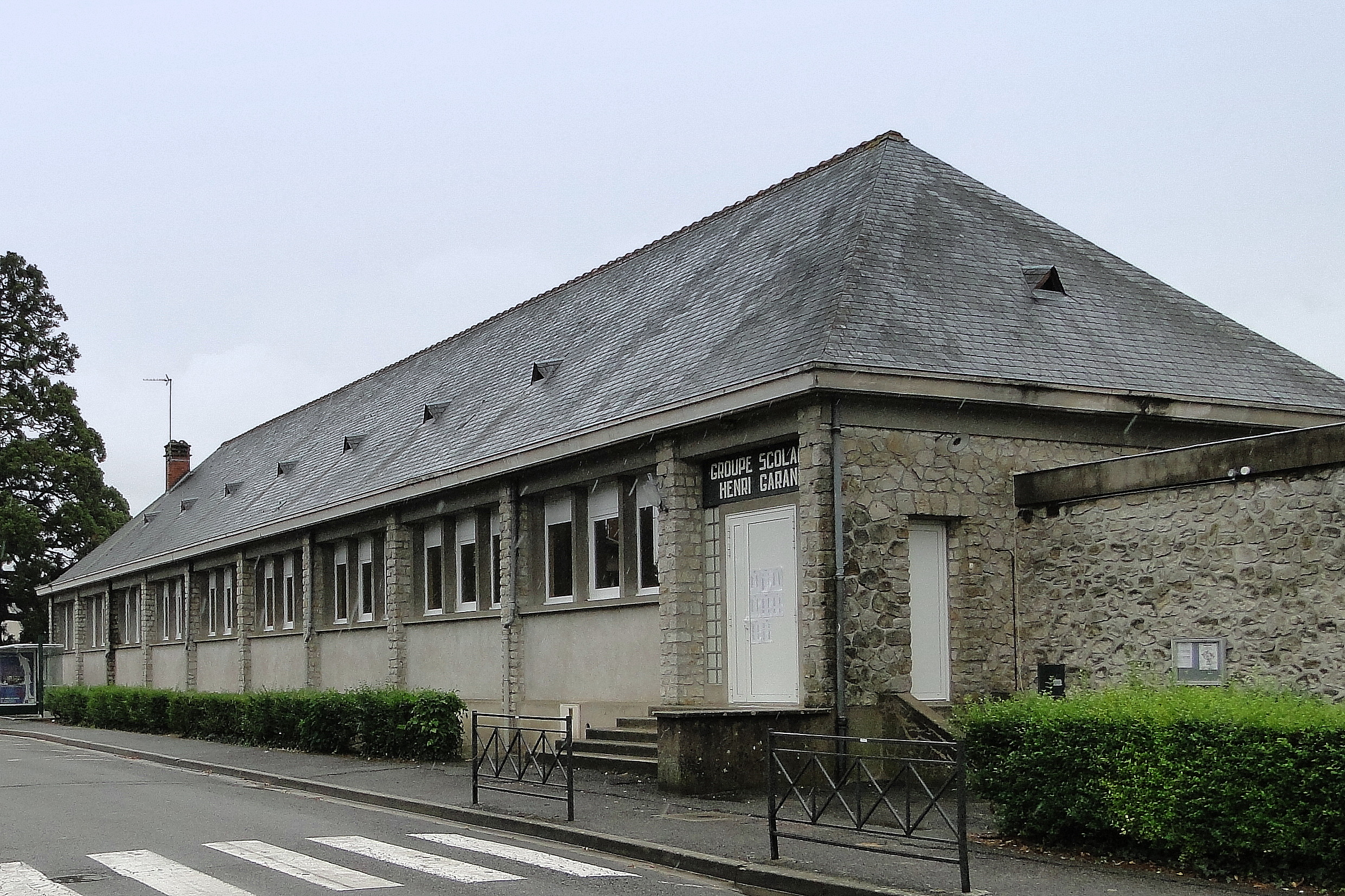
L'école maternelle et primaire.

### Personnalités liées à la commune
Jean-Mandé Sigogne (1763-1844), vicaire à Manthelan de 1787 à 1791, émigré en Angleterre puis au Canada.